# Categoría Primera B
La Categoría Primera B (por motivos comerciales conocida como Torneo BetPlay Dimayor) es el segundo torneo más importante después de la Categoría Primera A y pertenece a la División Mayor del Fútbol Colombiano (Dimayor), entidad dependiente de la Federación Colombiana de Fútbol. El torneo es de carácter profesional, comenzó a disputarse en 1991. El campeón actual es Unión Magdalena.
Atlético Huila, Cúcuta Deportivo, Boyacá Chicó y Real Cartagena son los equipos más ganadores de este certamen, con 3 títulos. A diferencia de la máxima categoría, los campeones se definen anualmente y no semestralmente. Sin embargo, el torneo suele disputarse en dos fases con una gran final donde se decide el campeón de la temporada.

## Historia

### Antecedentes
El primer antecedente de un campeonato de segunda división en el fútbol colombiano se remonta al año 1962 cuando al ser liquidada la Federación Aficionada de Fútbol (Fedebol), dejó errantes a varios equipos, lo cual motivó que el Consejo Directivo de la División Mayor del Fútbol Colombiano, promoviera la organización de la División “B” del fútbol colombiano para incorporar a los equipos Once de Noviembre (Cartagena), Deportivo Atlántico (Barranquilla), Deportivo Barranca (Barrancabermeja), Municipio de Tuluá, Boca Juniors de Cali y Javeriano (Pasto).
Sin embargo la Asociación Colombiana de Fútbol (Adefútbol), quien era la que tenía el control mayor del fútbol colombiano y el reconocimiento de la FIFA, se opuso a esta iniciativa.
Luego de 4 años, para 1966 se lleva a efecto esta idea inicial, organizándose un denominado "Torneo Especial", con varios inconvenientes en su arranque, pero que no tuvieron repercusión en el buen desarrollo del torneo.
Participaron 8 clubes aficionados: Deportivo Girardot, Deportivo Robledo de Cartago, Sulfácidos, Disrepuestos, Distriobras Palmira, Adenorte y la Selección del departamento de Huila, todos ellos de ciudades que no contaban con equipo en primera división. Además participaron las reservas de doce de los entonces catorce equipos de la Primera A. Se coronó campeón el equipo de reservas del América de Cali y subcampeón las reservas de Millonarios.
Para 1968 se vuelve a realizar una segunda versión similar, esta vez el "Torneo de Segunda Categoría", el cual fue aprobado el 20 de septiembre de 1967, con la participación de ocho clubes, todos de ellos aficionados y exclusivamente de ciudades que no contaban con equipo en primera división.
Este torneo se inició el 21 de septiembre de 1968 y abarcó catorce fechas, coronándose campeón el Juvenil Buga y subcampeón el Deportivo Huila.
También participaron Juventud Girardot, Deportivo Tuluá, Deportes Cartago, Atlético Barranca, Unión Sogamoso y Atlético Palmira.
De 1978 a 1981 se realizó el Torneo Nacional de Reservas, que tampoco tuvo continuidad, y al igual que con el deseo de realizar un torneo de segunda división, la Dimayor no tuvo éxito en las décadas posteriores a estos antecedentes.

### Inicio de la categoría Primera B
Finalmente en el año 1991, la Dimayor gracias al apoyo de la empresa privada Concasa, decidió organizar el campeonato Categoría Primera B. El primer equipo ascendido fue el Envigado Fútbol Club quien a partir de 1992 pasó a hacer parte del torneo de la Categoría Primera A.
Uno de los mayores impactos de la Primera B colombiana es la posibilidad que se le da al fútbol de provincia al poder participar en el nivel profesional y de promocionar tanto las regiones como los jugadores de aquellas partes.
No obstante, debido a las dificultades económicas varios clubes han desaparecido en la historia de la Primera B, como son los casos del Deportes Dinastía, Fiorentina de Caquetá, Independiente Popayán, Academia Bogotana, Lanceros Boyacá, Deportivo Unicosta, Chía F. C., Cooperamos Tolima, Atlético Buenaventura, Unión Meta, Expreso Palmira F. C., Club El Cóndor, Atlético Bello, Real Sincelejo, Pumas de Casanare, Bajo Cauca Fútbol Club, Córdoba F. C., Girardot F. C., Deportes Palmira, Atlético de la Sabana, Atlético Juventud, Academia F. C., Centauros Villavicencio, Uniautonoma F. C., entre otros.
En 1991 10 equipos dieron inicio a la Primera B, al año siguiente fueron 12, en 1993 fueron 14 hasta 1996 donde hubo 16 equipos, a la par que en la Primera División. En 2002 por la crisis económica, el número se redujo a 14, pero en 2003 ascendió a 17, en 2004 fueron 18 los equipos participantes, en el 2015 la Primera división se estableció con 20 equipos y la Primera B quedó con 16.
El campeón de cada temporada anual asciende directamente a la Primera A del Fútbol Profesional Colombiano, y a partir del año 2006, el subcampeón del año juega un partido de Serie de Promoción con el penúltimo de la tabla del descenso de Primera División, para agregar otro equipo al posible ascenso, aunque este partido fue eliminado en 2015  al pasar la Primera A a 20 equipos, donde hay 2 ascensos y descensos directos.
En el Torneo de Ascenso hubo descenso a la Categoría Primera C y posteriormente ascenso de la tercera división a la Categoría Primera B. De la categoría Primera C estuvieron los equipos Deportivo Pasto  y La Equidad; estos clubes después jugaron en la Categoría Primera B y lograron llegar a la categoría Primera A.
Los descensos más recordados a la categoría Primera C fue de los equipos: Samarios, River Plate de Buga, Alianza Llanos y Real Floridablanca.También descendieron Real Cartagena en 1995-96 y Cúcuta Deportivo en 1999, pero por ser socios de la Dimayor y haber estado en la Categoría Primera A no bajaron de categoría.

### 2006 - 2010
Entre 2006 y 2009, los 18 equipos participantes jugaron el torneo en dos ruedas, una a principio de año y otra al final del mismo. Los equipos fueron divididos en dos grupos de 9 o nonagonales regionales. Luego de jugar entre ellos 18 fechas, los cuatro primeros equipos clasificados de cada nonagonal jugaron en dos cuadrangulares. El ganador de cada cuadrangular se enfrentó con el otro en partidos de ida y vuelta y el que resultó ganador tuvo derecho a disputar un partido final de ida y vuelta a fin de año para decidir el equipo que ascendió a la Primera A y el equipo que jugó la serie de promoción.
Para la segunda mitad del año, los 18 equipos se dividieron de nuevo en dos nonagonales, pero esta vez divididos por sorteo. Se siguió la misma mecánica que en el primer semestre, y el ganador del torneo se enfrentó al primero del semestre anterior en partidos de ida y vuelta. En caso de que un mismo equipo gane los dos torneos, será ascendido de manera automática y el equipo que jugó la serie de promoción con el equipo que ocupó la posición 17 del promedio en la tabla del descenso de la Categoría Primera A, fue el ganador entre los dos equipos que ocuparon la segunda posición en las respectivas finales.
En caso de que un mismo equipo dispute las dos finales del año y no llegue a ganar ninguna, ese equipo jugó la serie de promoción con el penúltimo equipo de la tabla de descenso en la Primera división.
Para el 2010 el torneo se disputó en dos etapas. En el primer semestre se jugaron 18 fechas, a partir del 6 de febrero. Luego del receso de mitad de año se jugaron otras 18. Cumplidas las 36 jornadas, se agruparon los 8 mejores equipos de la reclasificación total del año en dos cuadrangulares, en donde disputaron partidos a ida y vuelta. Posteriormente, los ganadores de dichos cuadrangulares jugaron la final, ascendiendo a primera división directamente el ganador y jugando la serie de promoción ante el 17.º clasificado en la Tabla de descenso 2010 el perdedor.

### 2011 - 2014
A partir de la temporada 2011 se volvió al sistema con dos campeones, uno en el torneo Apertura y otro en el Finalización para definir al campeón y el equipo que juega la promoción. Para ello, en cada semestre se jugó un torneo de 18 fechas todos contra todos al término de las cuales los ocho primeros clasificados se enfrentaron en una serie de eliminación directa hasta definir los finalistas. El reglamento prevé que en caso de haber dos campeones se jugaría una gran final del año en la que se definía al campeón. En este caso, los equipos Patriotas Boyacá y Deportivo Pasto disputaron la final, dando como vencedor al segundo y enviado al primero a jugar el partido de la serie de promoción.

### 2015 - 2019
Desde de la temporada 2015 el torneo se jugó con 16 equipos participantes. A partir de esta temporada el sistema de juego cambió, ya no hubo dos campeones apertura y finalización, sino que a lo largo del año habrá enfrentamientos de ida y vuelta de todos contra todos y una fase final de cuadrangulares que dieron dos ascensos directos a la Primera A, ya no se jugó la serie de promoción, definidos los dos ascensos se jugó una última fase para definir el título del torneo en el año.
Se jugó una primera fase de todos contra todos de ida en el primer semestre, una segunda fase de todos contra todos de vuelta en el segundo semestre, los mejores 8 equipos pasaron a una tercera fase de dos cuadrangulares finales definidos por sorteo, los ganadores de los cuadrangulares ascendieron de forma directa a Primera División, finalmente se jugó la cuarta fase únicamente para definir el título del año de manera independiente a los ascensos mediante partidos de ida y vuelta entre los dos equipos ascendidos.

A partir de la temporada 2017 se volvió a cambiar el sistema de ascenso. Hubo dos torneos de 16 fechas con formatos de play-offs (eliminación directa), resultando dos finalistas que jugaron la gran final en partidos de ida y vuelta que decidieron al primer ascendido. El perdedor de ese duelo buscó otro cupo para subir frente al mejor de la reclasificación de la Primera B del año (que no sea el campeón) en partidos de ida y vuelta que definió al segundo ascendido.
En caso de que un club gane los 2 Torneos, ascenderá de manera directa, y el segundo ascenso lo jugarán los otros 2 clubes, que estén ubicados mejor en la reclasificación, con partidos de ida y vuelta.
A partir de la temporada 2018 se volvió a cambiar el sistema de ascenso. Se jugó un torneo anual de 30 fechas con 8 clasificados a dos cuadrangulares, resultando dos finalistas que jugarán la gran final en partidos de ida y vuelta que decidirán al primer ascendido a la Categoría Primera A para 2019. El perdedor de ese duelo buscó otro cupo para subir frente al mejor de la reclasificación del año de la Primera B (que no sea el campeón) en una serie de partidos de ida y vuelta que definió al segundo ascendido a la Categoría Primera A en 2019.
En caso de que el mejor equipo en la reclasificación sea el campeón, el subcampeón jugó ante el siguiente equipo en la reclasificación y en el caso de que este sea también el mejor reclasificado, ascendió directamente.

### 2020 - actualidad
Debido a las medidas para contener la pandemia de COVID-19 adoptadas por el Gobierno nacional el 12 de marzo de 2020, ese mismo día la Dimayor confirmó el aplazamiento de la octava fecha del torneo, programada inicialmente para disputarse entre el 15 y el 16 de marzo, así como también la disputa de los partidos restantes de la séptima fecha a puertas cerradas. Sin embargo, al día siguiente, la Dimayor tomó la decisión de suspender temporalmente todos sus campeonatos, incluyendo el torneo de segunda división. En una asamblea de la División Mayor del Fútbol Colombiano celebrada el día 13 de agosto de 2020, se decidió que la Primera B 2020 no otorgará un cupo a la Categoría Primera A del año 2021.
Según lo acordado en la asamblea de la División Mayor del Fútbol Colombiano celebrada el 17 de diciembre de 2020, para la temporada 2021 de la Primera B se jugarán dos torneos, divididos en tres fases. En el primer semestre del año se jugará una fase de todos contra todos donde los 16 equipos se enfrentarán en 15 fechas, clasificando a la siguiente fase los ocho primeros equipos de la tabla. La segunda fase serán dos cuadrangulares semifinales de cuatro equipos cada uno en la que los primeros de cada grupo clasificarán a la última fase que se jugará a partidos de ida y vuelta. El ganador de la final del torneo I tendrá el derecho de jugar dos partidos contra el Atlético Huila, campeón de la Primera B 2020 para alcanzar uno de los dos cupos a la Categoría Primera A y jugar el Torneo Finalización 2021. El segundo ascenso se dirimirá en un repechaje entre el equipo perdedor de la Gran Final y el equipo que haya ocupado el primer lugar en la reclasificación del torneo.
En el segundo semestre del año, el torneo será jugado por 15 equipos debido a que solamente descenderá un equipo desde la Primera A, y se jugará también en tres fases: todos contra todos, cuadrangulares semifinales y final. En la fase todos contra todos, los 15 equipos se enfrentarán entre sí y los ocho primeros equipos al final de la fase avanzarán a los cuadrangulares semifinales. En los cuadrangulares semifinales, los ocho equipos clasificados se dividen en dos cuadrangulares y los equipos ganadores de cada cuadrangular ascenderán a la Primera A para la temporada 2022, y además se enfrentarán en una final a partido único para definir al campeón del torneo.

## Sistema de juego
A partir de la temporada 2019 se volvió a cambiar el sistema de ascenso: 
|                                  |                                  | Formato | Clasificación del campeón |
| -------------------------------- | -------------------------------- | --- | ------------------------- |
| Torneo Apertura (16 equipos)     | Torneo Apertura (16 equipos)     | - Sistema de liga donde se juegan los 16 partidos de ida (los partidos de vuelta se juegan en el Torneo Finalización) - Los 8 equipos mejor posicionados avanzan a los cuadrangulares finales | - Gran Final              |
| Torneo Finalización (16 equipos) | Torneo Finalización (16 equipos) | - Sistema de liga donde se juegan los 16 partidos de vuelta (los partidos de ida se juegan en el Torneo Apertura) - Los 8 equipos mejor posicionados avanzan a los cuadrangulares finales     | - Gran Final              |
| Gran Final (2 equipos)           | Gran Final (2 equipos)           | - El campeón del Torneo Apertura y el campeón del Torneo Finalización juegan una final de ida y vuelta                                                                                        | - Categoría Primera A     |
| Repechaje (2 equipos)            | Repechaje (2 equipos)            | - Partidos de ida y vuelta entre el perdedor de la gran final y el mejor de la reclasificación del año (que no sea el campeón).                                                               | - Categoría Primera A     |

Se juegan dos torneos, llamados Apertura y Finalización respectivamente, de 16 fechas con fases finales en formato de cuadrangulares, resultando dos finalistas que jugarán la Gran Final en partidos de ida y vuelta que decidirán al primer ascendido a la Categoría Primera A para 2020. El perdedor de ese duelo buscará otro cupo para subir frente al mejor de la reclasificación del año de la Primera B (que no sea el campeón) en partidos de ida y vuelta que definirá al segundo ascendido a la Categoría Primera A. En caso de que el equipo que pierda la Gran Final sea el mejor equipo ubicado de la reclasificación (excluyendo al campeón) obtendrá el segundo ascenso de manera automática sin jugar repechaje.
En caso de que un club gane los 2 torneos, será el campeón de la temporada y ascenderá de manera directa a la Categoría Primera A, mientras el segundo ascenso lo jugarán los siguientes 2 clubes que estén mejor ubicados en la reclasificación, con partidos de ida y vuelta.

## Trofeos

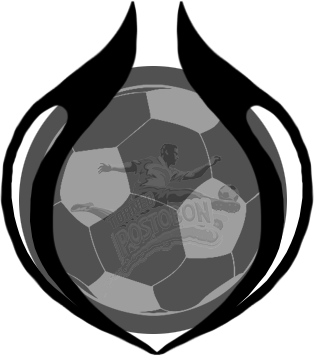
Trofeo Torneo Postobon 2010-2014
Trofeo Torneo Águila 2015-2019
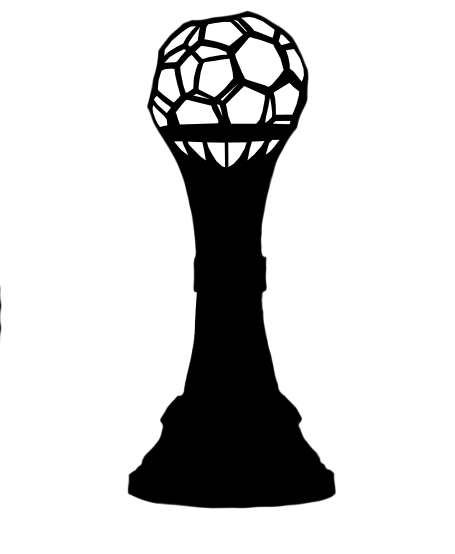
Trofeo Torneo Bet-Play 2020-Actualidad

## Patrocinio
La Primera B en sus inicios se denominaba Copa Concasa, lo cual fue así hasta 1997, cuando pasó a denominarse Copa Águila. En el año 2004 la tabacalera Protabaco comenzó a auspiciar el torneo como Copa Premier, lo cual finalizó en 2009 con la aprobación de la ley antitabaco aprobada en el Congreso de la República. La norma, impulsada por la congresista Dilian Francisca Toro puso inicialmente a tambalear el futuro del campeonato, ya que la Dimayor debería buscar pronto un patrocinador debido a que la norma tenía efecto inmediato. Posteriormente, luego que la norma pasara por las comisiones de conciliación de congreso, se acordó darle dos años de plazo a la División Mayor del Fútbol Colombiano para que consiguiera nuevos patrocinadores; sin embargo, la decisión fue tomada en noviembre de 2009.
Desde el 2010 y hasta el 2014, Postobón auspició los torneos de primera y segunda división, siendo el nombre oficial y por motivos de patrocinio del campeonato, Torneo Postobón en los cinco años siguientes.
Desde el 2015 y hasta el 2019, el patrocinador fue la Cervecería Bavaria con su producto Cerveza Águila por lo que el campeonato pasó a llamarse oficialmente por motivos de patrocinio Torneo Águila.
Desde 2020 el patrocinador es BetPlay, un operador de apuestas en línea colombiano propiedad de 
Corredor Empresarial S.A. una empresa que agrupa a las principales plataformas de apuestas en Colombia, siguiendo la costumbre comercial de renombrar los torneos por el nombre del patrocinador oficial, el nombre comercial de la Categoría Primera B desde 2020 es Torneo BetPlay.

## Equipos participantes

### Datos de los clubes
| Equipo               | Entrenador            | Ciudad/Municipio | Estadio                        | Aforo  |
| -------------------- | --------------------- | ---------------- | ------------------------------ | ------ |
| Atlético F. C.       | Andrés Sicachá        | Cali             | Pascual Guerrero               | 37 899 |
| Atlético Huila       | Diego Corredor        | Neiva            | Estadio Guillermo Plazas Alcid | 12 000 |
| Barranquilla F. C.   | Grigori Méndez        | Barranquilla     | Romelio Martínez               | 8 600  |
| Boca Juniors de Cali | José Manuel Rodríguez | Cali             | Pascual Guerrero               | 37 899 |
| Bogotá F. C.         | Néstor Rodríguez      | Bogotá           | Metropolitano de Techo         | 10 000 |
| Cúcuta Deportivo     | Bernardo Redín        | Cúcuta           | General Santander              | 42 000 |
| Deportes Quindío     | Harold Rivera Roa     | Armenia          | Centenario de Armenia          | 20 716 |
| Internacional F. C.  | Héctor Cárdenas       | Palmira          | Francisco Rivera Escobar       | 15 000 |
| Itagüí Leones        | Felipe Merino         | Itagüí           | Metropolitano Ciudad de Itagüí | 12 000 |
| Jaguares             | Álvaro Hernández      | Montería         | Jaraguay                       | 12 000 |
| Orsomarso            | Steven Sánchez        | Barrancabermeja  | Estadio Daniel Villa Zapata    | 10 400 |
| Patriotas            | Jonathan Risueño      | Tunja            | La Independencia               | 20 000 |
| Real Cartagena       | Martín Cardetti       | Cartagena        | Jaime Morón León               | 16 068 |
| Real Santander       | Óscar Álvarez         | Piedecuesta      | Villa Concha                   | 5 500  |
| Real Cundinamarca    | Juan David Niño       | Bogotá           | Olaya Herrera                  | 8 000  |
| Tigres F. C.         | Jorge Castro          | Bogotá           | Metropolitano de Techo         | 10 000 |

| Valle del Cauca | 3 | Atlético F. C., Boca Juniors de Cali, Internacional F. C. de Palmira. | \| Real Santander Barranquilla Real Cundinamarca Real Cartagena Cúcuta Leones Patriotas Bogotá Tigres Quindío Llaneros Orsomarso Atlético Boca Juniors Internacional \| |
| Bogotá, D. C. | 3 | Bogotá F. C., Real Cundinamarca y Tigres F. C.                        | \| Real Santander Barranquilla Real Cundinamarca Real Cartagena Cúcuta Leones Patriotas Bogotá Tigres Quindío Llaneros Orsomarso Atlético Boca Juniors Internacional \| |
| Antioquia | 1 | Leones                                                                | \| Real Santander Barranquilla Real Cundinamarca Real Cartagena Cúcuta Leones Patriotas Bogotá Tigres Quindío Llaneros Orsomarso Atlético Boca Juniors Internacional \| |
| Atlántico | 1 | Barranquilla F. C.                                                    | \| Real Santander Barranquilla Real Cundinamarca Real Cartagena Cúcuta Leones Patriotas Bogotá Tigres Quindío Llaneros Orsomarso Atlético Boca Juniors Internacional \| |
| Bolívar | 1 | Real Cartagena                                                        | \| Real Santander Barranquilla Real Cundinamarca Real Cartagena Cúcuta Leones Patriotas Bogotá Tigres Quindío Llaneros Orsomarso Atlético Boca Juniors Internacional \| |
| Boyacá | 1 | Patriotas                                                             | \| Real Santander Barranquilla Real Cundinamarca Real Cartagena Cúcuta Leones Patriotas Bogotá Tigres Quindío Llaneros Orsomarso Atlético Boca Juniors Internacional \| |
| Córdoba | 1 | Jaguares                                                              | \| Real Santander Barranquilla Real Cundinamarca Real Cartagena Cúcuta Leones Patriotas Bogotá Tigres Quindío Llaneros Orsomarso Atlético Boca Juniors Internacional \| |
| Huila | 1 | Atlético Huila                                                        | \| Real Santander Barranquilla Real Cundinamarca Real Cartagena Cúcuta Leones Patriotas Bogotá Tigres Quindío Llaneros Orsomarso Atlético Boca Juniors Internacional \| |
| Norte de Santander | 1 | Cúcuta Deportivo                                                      | \| Real Santander Barranquilla Real Cundinamarca Real Cartagena Cúcuta Leones Patriotas Bogotá Tigres Quindío Llaneros Orsomarso Atlético Boca Juniors Internacional \| |
| Quindío | 1 | Deportes Quindío                                                      | \| Real Santander Barranquilla Real Cundinamarca Real Cartagena Cúcuta Leones Patriotas Bogotá Tigres Quindío Llaneros Orsomarso Atlético Boca Juniors Internacional \| |
| Santander | 2 | Real Santander Orsomarso                                              | \| Real Santander Barranquilla Real Cundinamarca Real Cartagena Cúcuta Leones Patriotas Bogotá Tigres Quindío Llaneros Orsomarso Atlético Boca Juniors Internacional \| |
| Real Santander Barranquilla Real Cundinamarca Real Cartagena Cúcuta Leones Patriotas Bogotá Tigres Quindío Llaneros Orsomarso Atlético Boca Juniors Internacional |   |                                                                       | \| Real Santander Barranquilla Real Cundinamarca Real Cartagena Cúcuta Leones Patriotas Bogotá Tigres Quindío Llaneros Orsomarso Atlético Boca Juniors Internacional \| |

## Palmarés
En total, 21 equipos se han coronado en al menos una oportunidad como campeón del torneo de ascenso en el fútbol colombiano. De esos equipos campeones, cinco han jugado históricamente en la Primera A, descendieron y volvieron a la máxima categoría ganando la Primera B.
Como hechos para destacar, el primer campeón, con ascenso directo, fue Envigado F. C. en 1991. Los clubes con más títulos son Atlético Huila, Cúcuta Deportivo, Boyacá Chicó y Real Cartagena, todos con tres conquistas. El campeón actual es Patriotas Boyacá.
A partir del año 2006, el subcampeón de la categoría disputó la serie de promoción frente al penúltimo clasificado (puesto 17°) en la tabla de promedio de descenso de la Primera A, en partidos de ida y vuelta, teniendo la oportunidad de lograr el ascenso en caso de ganar la serie. En el año 2011 Patriotas Boyacá se convirtió en el primer equipo que asciende de este modo al derrotar al América de Cali. Sin embargo, la serie de promoción fue eliminada en el 2015, en la actualidad ascienden dos equipos en forma directa.
En el historial de la Categoría Primera B del fútbol profesional en Colombia se incluyen los títulos oficiales obtenidos y homologados por la División Mayor del Fútbol Colombiano entre 1991 y 2010.
| Año                 | Campeón                                 | Resultados final          | Subcampeón                          | D.T. Campeón                    | Clubes Participantes |
| Categoría Primera B | Categoría Primera B                     | Categoría Primera B       | Categoría Primera B                 | Categoría Primera B             | Categoría Primera B  |
| ------------------- | --------------------------------------- | ------------------------- | ----------------------------------- | ------------------------------- | -------------------- |
| 1991                | Envigado F. C. (1) Antioquia            | Cuadrangular final        | Alianza Llanos Meta                 | Hugo Castaño (1)                | 10                   |
| 1992                | Atlético Huila (1) Huila                | Cuadrangular final        | Alianza Llanos Meta                 | Alberto Rujana (1)              | 12                   |
| 1993                | Cortuluá (1) Valle del Cauca            | Cuadrangular final        | Fiorentina Caquetá                  | Humberto Ortiz (1)              | 14                   |
| 1994                | Deportes Tolima (1) Tolima              | Cuadrangular final        | Deportivo Antioquia Antioquia       | Humberto Ortiz (2)              | 14                   |
| 1995                | Atlético Bucaramanga (1) Santander      | Hexagonal final           | Lanceros Boyacá Boyacá              | Hugo Gallego (1)                | 14                   |
| 1995-96             | Cúcuta Deportivo (1) Norte de Santander | Cuadrangular final        | Girardot F. C. Cundinamarca         | Sergio Santín (1)               | 14                   |
| 1996-97             | Deportivo Unicosta (1) Atlántico        | Cuadrangular final        | Lanceros Boyacá Boyacá              | Javier Castell (1)              | 16                   |
| 1997                | Atlético Huila (2) Huila                | Hexagonal final           | Cúcuta Deportivo Norte de Santander | Rafael Corrales (1)             | 16                   |
| 1998                | Deportivo Pasto (1) Nariño              | Cuadrangular final        | Deportivo Pereira Risaralda         | Félix Valverde Quiñónez (1)     | 16                   |
| 1999                | Real Cartagena (1) Bolívar              | Cuadrangular final        | Itagüí F. C. Antioquia              | Hernán Darío Herrera (1)        | 16                   |
| 2000                | Deportivo Pereira (1) Risaralda         | Cuadrangular final        | Unión Magdalena Magdalena           | Walter Aristizábal (1)          | 16                   |
| 2001                | Deportes Quindío (1) Quindío            | Cuadrangular final        | Deportivo Rionegro Antioquia        | Eduardo Lara (1)                | 16                   |
| 2002                | Centauros Villavicencio (1) Meta        | 0:0 1:0                   | Alianza Petrolera Santander         | Álvaro de Jesús Gómez (1)       | 17                   |
| 2003                | Bogotá Chicó (1) Bogotá                 | 1:0 1:1                   | Pumas de Casanare Casanare          | Eduardo Pimentel (1)            | 17                   |
| 2004                | Real Cartagena (2) Bolívar              | 0:1 3:0                   | Deportivo Antioquia Antioquia       | Hernán Darío Herrera (2)        | 18                   |
| 2005                | Cúcuta Deportivo (2) Norte de Santander | 1:1 1:0                   | Bajo Cauca Antioquia                | Álvaro de Jesús Gómez (2)       | 18                   |
| 2006                | La Equidad (1) Bogotá                   | Campeón de torneos cortos | Valledupar F. C. Cesar              | Alexis García (1)               | 18                   |
| 2007                | Envigado F. C. (2) Antioquia            | Campeón de torneos cortos | Academia F. C. Bogotá               | Jesús Kiko Barrios (1)          | 18                   |
| 2008                | Real Cartagena (3) Bolívar              | 3:0 1:2                   | Deportivo Rionegro Antioquia        | Hubert Bodhert (1)              | 18                   |
| 2009                | Cortuluá (2) Valle del Cauca            | 3:0 1:1                   | Atlético Bucaramanga Santander      | Fernando Velasco (1)            | 18                   |
| 2010                | Rionegro Águilas (1) Antioquia          | 1:1 2:1                   | Deportivo Pasto Nariño              | Álvaro de Jesús Gómez (3)       | 18                   |
| 2011                | Deportivo Pasto (2) Nariño              | 0:1 1:0 (2:0 pen.)        | Patriotas Boyacá                    | Flabio Torres (1)               | 18                   |
| 2012                | Alianza Petrolera (1) Santander         | 2:1 0:1 (4:3 pen.)        | América de Cali Valle del Cauca     | Héctor Estrada (1)              | 19                   |
| 2013                | Uniautónoma FC (1) Atlántico            | 2:0 1:1                   | Fortaleza FC Cundinamarca           | José Manuel Willy Rodríguez (1) | 18                   |
| 2014                | Jaguares (1) Córdoba                    | 0:2 3:0                   | Deportes Quindío Quindío            | Héctor Estrada (2)              | 18                   |
| 2015                | Atlético Bucaramanga (2) Santander      | 2:0 0:0                   | Fortaleza CEIF Cundinamarca         | José Manuel Willy Rodríguez (2) | 16                   |
| 2016                | América de Cali (1) Valle del Cauca     | 2:0 3:1                   | Tigres Cundinamarca                 | Hernán Torres (1)               | 16                   |
| 2017                | Boyacá Chicó(2) Boyacá                  | 0:0 1:1 (5:3 pen.)        | Leones Antioquia                    | Jhon Jaime Gómez (1)            | 16                   |
| 2018                | Cúcuta Deportivo (3) Norte de Santander | 1:0 2:0                   | Unión Magdalena Magdalena           | Lucas Pusineri (1)              | 16                   |
| 2019                | Deportivo Pereira (2) Risaralda         | Campeón de torneos cortos | Boyacá Chicó Boyacá                 | Néstor Craviotto (1)            | 16                   |
| 2020                | Atletico Huila (3) Huila                | 1:0 3:1                   | Cortuluá Valle del Cauca            | Dayron Pérez (1)                | 16                   |
| 2021-I              | Deportes Quindío (2) Quindío            | 1:0                       | Cortuluá Valle del Cauca            | Oscar Quintabani (1)            | 16                   |
| 2021-II             | Unión Magdalena (1) Magdalena           | 1:1 (3:0 pen.)            | Cortuluá Valle del Cauca            | Carlos Silva (1)                | 15                   |
| 2022                | Boyacá Chicó (3) Boyacá                 | 2:0 1:0                   | Atlético Huila Huila                | Mario García (1)                | 16                   |
| 2023                | Patriotas (1) Boyacá                    | 3:1 0:1                   | Fortaleza CEIF Cundinamarca         | Jonathan Risueño (1)            | 16                   |
| 2024                | Unión Magdalena (2) Magdalena           | 1:0 0:1 (4:2 pen.)        | Llaneros Meta                       | Jorge Luis Pinto (1)            | 16                   |

Nota: pen. = Tiros desde el punto penal. - (# en paréntesis) = Número total de títulos obtenidos durante temporadas
     Nombre oficial del torneo.

### Títulos por equipo
| Club                    | Títulos | Subtítulos | Años campeón         | Años subcampeón       |
| ----------------------- | ------- | ---------- | -------------------- | --------------------- |
| Atlético Huila          | 3       | 1          | 1992, 1997 y 2020    | 2022                  |
| Cúcuta Deportivo        | 3       | 1          | 1995-96, 2005 y 2018 | 1997                  |
| Boyacá Chicó            | 3       | 1          | 2003, 2017 y 2022    | 2019                  |
| Real Cartagena          | 3       | 0          | 1999, 2004 y 2008    |                       |
| Cortuluá                | 2       | 3          | 1993 y 2009          | 2020, 2021-I, 2021-II |
| Unión Magdalena         | 2       | 2          | 2021-II y 2024       | 2000 y 2018           |
| Deportes Quindío        | 2       | 1          | 2001 y 2021-I        | 2014                  |
| Deportivo Pasto         | 2       | 1          | 1998 y 2011          | 2010                  |
| Atlético Bucaramanga    | 2       | 1          | 1995 y 2015          | 2009                  |
| Deportivo Pereira       | 2       | 1          | 2000 y 2019          | 1998                  |
| Envigado F. C.          | 2       | 0          | 1991 y 2007          |                       |
| Águilas Doradas         | 1       | 1          | 2010                 | 1999                  |
| Alianza Petrolera       | 1       | 1          | 2012                 | 2002                  |
| América de Cali         | 1       | 1          | 2016                 | 2012                  |
| Patriotas               | 1       | 1          | 2023                 | 2011                  |
| Jaguares                | 1       | 0          | 2014                 |                       |
| Uniautónoma             | 1       | 0          | 2013                 |                       |
| La Equidad              | 1       | 0          | 2006                 |                       |
| Centauros Villavicencio | 1       | 0          | 2002                 |                       |
| Deportivo Unicosta      | 1       | 0          | 1996-97              |                       |
| Deportes Tolima         | 1       | 0          | 1994                 |                       |
| Itagüí Leones           | 0       | 3          |                      | 2001, 2008 y 2017     |
| Fortaleza CEIF          | 0       | 3          |                      | 2013, 2015 y 2023     |
| Alianza Llanos          | 0       | 2          |                      | 1991 y 1992           |
| Lanceros Boyacá         | 0       | 2          |                      | 1995 y 1996-97        |
| Deportivo Antioquia     | 0       | 2          |                      | 1994 y 2004           |
| Tigres                  | 0       | 1          |                      | 2016                  |
| Academia                | 0       | 1          |                      | 2007                  |
| Valledupar F. C.        | 0       | 1          |                      | 2006                  |
| Bajo Cauca              | 0       | 1          |                      | 2005                  |
| Pumas de Casanare       | 0       | 1          |                      | 2003                  |
| Girardot F. C.          | 0       | 1          |                      | 1995-96               |
| Fiorentina F.C          | 0       | 1          |                      | 1993                  |
| Llaneros                | 0       | 1          |                      | 2024                  |

### Títulos por departamento
| Departamento       | Títulos | Títulos                                        | Subtítulos | Subtítulos                                                                 |
| ------------------ | ------- | ---------------------------------------------- | ---------- | -------------------------------------------------------------------------- |
| Antioquia          | 3       | Envigado F. C. (2) Rionegro Águilas(1)         | 7          | Itagüí Leones (3) Deportivo Antioquia(2) Rionegro Águilas(1) Bajo Cauca(1) |
| Boyacá             | 3       | Boyacá Chicó (2) Patriotas (1)                 | 4          | Lanceros Boyacá (2) Patriotas (1) Boyacá Chicó (1)                         |
| Valle del Cauca    | 3       | Cortuluá (2) América de Cali (1)               | 4          | América de Cali (1) Cortuluá (3)                                           |
| Santander          | 3       | Atlético Bucaramanga (2) Alianza Petrolera (1) | 2          | Atlético Bucaramanga (1) Alianza Petrolera (1)                             |
| Norte de Santander | 3       | Cúcuta Deportivo (3)                           | 1          | Cúcuta Deportivo (1)                                                       |
| Huila              | 3       | Atlético Huila (3)                             | 1          | Atlético Huila (1)                                                         |
| Bolívar            | 3       | Real Cartagena (3)                             | 0          |                                                                            |
| Bogotá D.C.        | 2       | La Equidad (1) Bogotá Chicó (1)                | 4          | Fortaleza CEIF (3) Academia F. C. (1)                                      |
| Magdalena          | 2       | Unión Magdalena (2)                            | 2          | Unión Magdalena (2)                                                        |
| Risaralda          | 2       | Deportivo Pereira (2)                          | 1          | Deportivo Pereira (1)                                                      |
| Nariño             | 2       | Deportivo Pasto (2)                            | 1          | Deportivo Pasto (1)                                                        |
| Quindío            | 2       | Deportes Quindío (2)                           | 1          | Deportes Quindío (1)                                                       |
| Atlántico          | 2       | Uniautónoma (1) Deportivo Unicosta (1)         | 0          |                                                                            |
| Meta               | 1       | Centauros Villavicencio (1)                    | 3          | Alianza Llanos (2) Llaneros (1)                                            |
| Tolima             | 1       | Deportes Tolima (1)                            | 0          |                                                                            |
| Córdoba            | 1       | Jaguares (1)                                   | 0          |                                                                            |
| Cundinamarca       | 0       |                                                | 2          | Girardot F. C. (1) Tigres (1)                                              |
| Casanare           | 0       |                                                | 1          | Pumas de Casanare (1)                                                      |
| Caquetá            | 0       |                                                | 1          | Fiorentina (1)                                                             |
| Cesar              | 0       |                                                | 1          | Valledupar F. C. (1)                                                       |

## Palmarés de los torneos cortos
Los Torneos Apertura y Finalización de la Categoría Primera B también denominados torneos cortos, corresponden a etapas del certamen anual que se disputan dentro de la temporada regular de la Primera B en Colombia, y al igual que en muchos países de Latinoamérica, dividen la temporada anual en partes.
Torneo Apertura Primera B
| Temporada                 | Campeón                               | Resultado final                       | Subcampeón                            |
| Torneo Apertura Primera B | Torneo Apertura Primera B             | Torneo Apertura Primera B             | Torneo Apertura Primera B             |
| ------------------------- | ------------------------------------- | ------------------------------------- | ------------------------------------- |
| 2006                      | La Equidad (1) Bogotá                 | Cuadrangular final                    | Valledupar F. C. (1) Cesar            |
| 2007                      | Envigado F. C. (1) Antioquia          | 1:1 (4:3 pen.)                        | Academia F. C. (1) Bogotá             |
| 2008                      | Deportivo Rionegro (1) Antioquia      | 2:0                                   | Unión Magdalena (1) Magdalena         |
| 2009                      | Cortuluá (1) Valle del Cauca          | 3:1 0:2 (6:5 pen.)                    | Itagüí Ditaires (1) Antioquia         |
| 2010                      | Campeonato anual con un único campeón | Campeonato anual con un único campeón | Campeonato anual con un único campeón |
| 2011                      | Patriotas Boyacá (1) Boyacá           | 0:0 (5:4 pen.)                        | Cortuluá (1) Valle del Cauca          |
| 2012                      | América de Cali (1) Valle del Cauca   | 1:1 (5:4 pen.)                        | Unión Magdalena (2) Magdalena         |
| 2013                      | Uniautónoma (1) Atlántico             | 1:2 2:1 (3:1 pen.)                    | Unión Magdalena (3) Magdalena         |
| 2014                      | Jaguares de Córdoba (1) Córdoba       | 4:1 1:1                               | América de Cali (1) Valle del Cauca   |
| 2015                      | Campeonato anual con un único campeón | Campeonato anual con un único campeón | Campeonato anual con un único campeón |
| 2016                      | Campeonato anual con un único campeón | Campeonato anual con un único campeón | Campeonato anual con un único campeón |
| 2017                      | Boyacá Chicó (1) Boyacá               | 3:2 1:1                               | Real Santander (1) Santander          |
| 2018                      | Campeonato anual con un único campeón | Campeonato anual con un único campeón | Campeonato anual con un único campeón |
| 2019                      | Deportivo Pereira (1) Risaralda       | 1:2 2:1 (3:1 pen.)                    | Cortuluá (2) Valle del Cauca          |
| 2020                      | Campeonato anual con un único campeón | Campeonato anual con un único campeón | Campeonato anual con un único campeón |
| 2021-I                    | Campeonato anual con dos campeones    | Campeonato anual con dos campeones    | Campeonato anual con dos campeones    |
| 2021-II                   | Campeonato anual con un único campeón | Campeonato anual con un único campeón | Campeonato anual con un único campeón |
| 2022                      | Boyacá Chicó (2) Boyacá               | 0:0 2:2 (4:2 pen.)                    | Deportes Quindío (1) Quindío          |
| 2023                      | Patriotas Boyacá (2) Boyacá           | 1:0 0:0                               | Llaneros (1) Meta                     |
| 2024                      | Llaneros (1) Meta                     | 0:0 2:2 (4:3 pen.)                    | Orsomarso (1) Valle del Cauca         |
| 2025                      | Jaguares de Córdoba (2) Córdoba       | 0:0 3:0                               | Patriotas Boyacá (1) Boyacá           |

Torneo Finalización Primera B
| Temporada                     | Campeón                               | Resultado final                       | Subcampeón                              |
| Torneo Finalización Primera B | Torneo Finalización Primera B         | Torneo Finalización Primera B         | Torneo Finalización Primera B           |
| ----------------------------- | ------------------------------------- | ------------------------------------- | --------------------------------------- |
| 2006                          | La Equidad (1) Bogotá                 | Cuadrangular final                    | Cortuluá (1) Valle del Cauca            |
| 2007                          | Envigado F. C. (1) Antioquia          | 2:1                                   | Academia F. C. (1) Bogotá               |
| 2008                          | Real Cartagena (1) Bolívar            | 1:2 2:0                               | Valledupar F. C. (1) Cesar              |
| 2009                          | Atlético Bucaramanga (1) Santander    | 1:1 2:1                               | Atlético de la Sabana (1) Sucre         |
| 2010                          | Campeonato anual con un único campeón | Campeonato anual con un único campeón | Campeonato anual con un único campeón   |
| 2011                          | Deportivo Pasto (1) Nariño            | 1:1 1:0                               | Centauros (1) Cauca                     |
| 2012                          | Alianza Petrolera (1) Santander       | 1:0 3:1                               | Deportivo Rionegro (1) Antioquia        |
| 2013                          | Fortaleza F. C. (1) Bogotá            | 0:0 (3:1 pen.)                        | Deportivo Rionegro (2) Antioquia        |
| 2014                          | Deportes Quindío (1) Quindío          | 0:1 4:1                               | Deportivo Rionegro (3) Antioquia        |
| 2015                          | Campeonato anual con un único campeón | Campeonato anual con un único campeón | Campeonato anual con un único campeón   |
| 2016                          | Campeonato anual con un único campeón | Campeonato anual con un único campeón | Campeonato anual con un único campeón   |
| 2017                          | Leones F. C. (1) Antioquia            | 4:1 0:0                               | Llaneros (1) Meta                       |
| 2018                          | Campeonato anual con un único campeón | Campeonato anual con un único campeón | Campeonato anual con un único campeón   |
| 2019                          | Deportivo Pereira (1) Risaralda       | 2:1 1:1                               | Boyacá Chicó (1) Boyacá                 |
| 2020                          | Campeonato anual con un único campeón | Campeonato anual con un único campeón | Campeonato anual con un único campeón   |
| 2021-I                        | Campeonato anual con dos campeones    | Campeonato anual con dos campeones    | Campeonato anual con dos campeones      |
| 2021-II                       | Campeonato anual con un único campeón | Campeonato anual con un único campeón | Campeonato anual con un único campeón   |
| 2022                          | Atlético Huila (1) Huila              | 0:1 1:0 (4:2 pen.)                    | Boyacá Chicó (2) Boyacá                 |
| 2023                          | Fortaleza CEIF (2) Bogotá             | 0:1 2:0                               | Cúcuta Deportivo (1) Norte de Santander |
| 2024                          | Unión Magdalena (1) Magdalena         | 4:0 1:1                               | Llaneros (2) Meta                       |

## Datos

### Gol más rápido
- Fabián Cardona por la fecha 21 del campeonato el 31 de julio de 2010 a los 13 segundos con una jugada por la derecha; en la jugada hubo 3 pases, el del saque, el del centro y el del gol de Academia en contra de Juventud Girardot en el Estadio de Compensar.[54]

### Jugadores más jóvenes en debutar
- Radamel Falcao García a los 13 años y 112 días, el 28 de agosto de 1999 jugando para Lanceros Fair Play en contra del Deportivo Pereira en el Estadio La Independencia de Tunja donde fue titular.[55]

- Daniel Peñaloza a los 13 años y 335 días, el 7 de mayo de 2016 jugando para Tigres F. C. contra Depor Aguablanca en el empate 0-0 en el Estadio Luis Carlos Galán Sarmiento, entrando al minuto 81 del partido.

- Jader Valencia a los 14 años y 9 meses y 1 día, el 14 de septiembre de 2014, jugando para el Bogotá F. C. contra el Itagüí Leones en la derrota 1-0 en el Estadio Metropolitano de Techo donde fue titular.